# Mate (čaj)
Mate je čaj od biljke Mate, tradicionalno piće u Južnoj Americi.
Najveći proizvođači i potrošači čaja od mate nalaze se ujedno u zemljama podrijetla. Mate tu jedino i uspijeva. Uzgoj u drugim dijelovima svijeta u kojima vladaju slični klimatski uvjeti do sada nije uspio.
Mate znači izvorno u Kečua jeziku posuda za piće.
Mate čaj je i prije kolonizacije domorodačkih naroda Južne Amerike bio tradicionalno piće. U brazilskom Rio Grande do Sul, u Paragvaju, Argentini, i u Urugvaju većina ljudi redovito piju mate čaj. U Argentini, oko 80% populacije barem jednom tjednom pije mate čaj, a godišnja potrošnja je 6,4 kilograma po stanovniku.
Napitak se tradicionalno priprema u posebnim drvenim posudicama (volumena cca 2 dcl) te pije direktno iz njih pomoću metalne slamčice (bombille) koja je u pravilu u svom donjem dijelu plosnata i sadrži fine pore za filtriranje. Spravlja se tako što se u posudicu (koja se još naziva i Mate) ulije do 1/2 - 2/3 visine praha suhe biljke Mate (Yerba Mate), potom posudicu dlanom zatvori, protrese i otvori tako da otvor bude pod 45 stupnjeva. Potom se u posudu koja je i dalje nagnuta, ulije sa strane malo hladne vode, izravna te pusti kratko da odstoji. Nakon toga ulijevamo u posudu vruću, ali ne kipuću vodu (optimalno 70-80° C) sve do ispod vrha te stavljamo u posudu bombillu, sačekamo malo da sedimentira i prvi mate je spreman za piće.
Uobičajeno je prvi mate dosta jak i pije ga osoba koja ga je spravila. Bombilla se pritom ne smije podizati s dna. Nakon što je ispijen, ulije se nova količina vruće vode i Mate predaje drugoj osobi na ispijanje i tako redom u krug, sve dok napitak ne postane preslab.